# Aufenthaltserlaubnis-CH (Deutschland)

Aufenthaltserlaubnis für Schweizer Staatsbürger (Vorder- und Rückseite) in der seit 1. September 2021 ausgegebenen Form

Muster in der vom 19. Dezember 2019 bis 31. August 2021 ausgegebenen Form

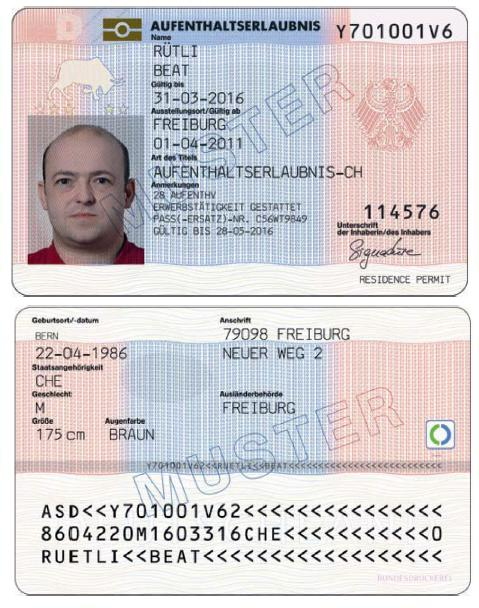
Muster in der vom 1. September 2011 bis 18. Dezember 2019 ausgegebenen Form

Die Aufenthaltserlaubnis-CH ist in Deutschland ein Aufenthaltsdokument für Schweizer Staatsbürger und deren Familienangehörige, auch wenn diese eine andere Staatsangehörigkeit haben sollten. Sie enthält im Feld „Art des Titels“ den Eindruck Aufenthaltserlaubnis-CH.

## Freizügigkeit von Schweizern im EWR
Aufgrund des Freizügigkeitsabkommens EG-Schweiz vom 21. Juni 1999 genießen Schweizer Staatsbürger in den Mitgliedstaaten der Europäischen Union und über bilaterale Abkommen auch in den übrigen Staaten des EWR – das sind Island, Norwegen und Liechtenstein – eine der europarechtlichen Freizügigkeit angenäherte Rechtsstellung. Dasselbe Recht steht EWR-Bürgern in der Schweiz zu. Das Abkommen ist am 1. Juni 2002 in Kraft getreten.
Auf Schweizer, die in Deutschland leben, ist das Freizügigkeitsgesetz/EU (FreizügG/EU) für EWR-Bürger jedoch formal nicht anwendbar; umgekehrt findet sich im Aufenthaltsgesetz (AufenthG) auch kein Ausschluss für Schweizer Staatsbürger. Formal unterfallen sie daher dem allgemeinen deutschen Aufenthaltsrecht. Nach der Rechtsprechung des Europäischen Gerichtshofs sind nationale Rechtsvorschriften jedoch außer Anwendung zu lassen, wenn sie mit europäischem Recht nicht vereinbar sind. Aus diesem Grunde beurteilt sich das Aufenthaltsrecht von Schweizern in Deutschland vorrangig am Freizügigkeitsabkommen. In diesem Zusammenhang ist auf das allgemeine Diskriminierungsverbot aus Gründen der Staatsangehörigkeit (Art. 2
des Abkommens) hinzuweisen.

## Nachweis des Aufenthaltsrechts in Deutschland

Muster der Vorderseite einer Aufenthaltserlaubnis für Schweizer (in der optional möglichen Papierform)

Muster der Rückseite einer Aufenthaltserlaubnis für Schweizer (in der optional möglichen Papierform)

Der Nachweis des Aufenthaltsrechts seit Inkrafttreten des Freizügigkeitsabkommens unterlag mehreren Wechseln, die große Unsicherheiten in der Rechtsanwendung zeigen.

### Aufenthaltserlaubnispflicht bis 31. Dezember 2004
Das Inkrafttreten des Freizügigkeitsabkommens hat an der zuvor bestehenden Praxis, von Schweizern eine Aufenthaltserlaubnis zu verlangen, zunächst nichts geändert. Vor Inkrafttreten des Aufenthaltsgesetzes am 1. Januar 2005 unterlagen Schweizer einer normalen Aufenthaltserlaubnispflicht. Sie mussten unter der Geltung des Ausländergesetzes eine Aufenthaltserlaubnis einholen.

### Wegfall der Aufenthaltserlaubnispflicht am 1. Januar 2005
Mit Inkrafttreten der Aufenthaltsverordnung (AufenthV) am 1. Januar 2005 änderte sich dies zunächst insofern, als Schweizer im Grundsatz keine Aufenthaltserlaubnis mehr benötigten. Die Erstfassung von § 28 AufenthV lautete:
„Staatsangehörige der Schweiz sind nach Maßgabe des Abkommens vom 21. Juni 1999 zwischen der Europäischen Gemeinschaft und ihren Mitgliedstaaten einerseits und der Schweizerischen Eidgenossenschaft andererseits über die Freizügigkeit vom Erfordernis eines Aufenthaltstitels befreit.“
Bei der Formulierung hatte man sich offenbar von dem zeitgleich erfolgten Aufenthaltserlaubniswegfall bei EWR-Bürgern leiten lassen, von denen Art. 8 der Unionsbürgerrichtlinie bei Aufenthalten von mehr als drei Monaten nur noch eine Anmeldung, nicht aber mehr eine Genehmigung in Form der Aufenthaltserlaubnis verlangte. In der deutschen Verwaltungspraxis erhielten EWR-Bürger seitdem eine Freizügigkeitsbescheinigung.
Die Rechtslage zwischen den EWR-Staaten und der Schweiz war und ist aber eine andere, weil die Unionsbürgerrichtlinie für Schweizer Bürger nicht gilt. Im Verhältnis der EWR-Staaten zur Schweiz gilt allein das Abkommen vom 21. Juni 1999. Abgesehen von kurzzeitigen Erwerbstätigkeiten von bis zu drei Monaten, die von der Aufenthaltserlaubnispflicht freigestellt sind, sieht das Freizügigkeitsabkommen in seinem Anhang I in nahezu allen übrigen Fällen ausdrücklich die Einholung einer Aufenthaltserlaubnis vor (Art. 6 für Arbeitnehmer,
Art. 12 für Selbstständige,
Art. 20 für Dienstleistungserbringer, Art. 23 für Dienstleistungsempfänger,
Art. 24 für Personen ohne Erwerbstätigkeit).
Die Befreiung des § 28 AufenthV steht – was leicht überlesen wird – unter der Einschränkung, dass sie nur nach Maßgabe des Freizügigkeitsabkommens gewährt wird. Sie lief überwiegend ins Leere.

### Änderung ab 28. August 2007
§ 28 AufenthV wurde deshalb mit dem Richtlinienumsetzungsgesetz geändert. Ein zweiter Satz wurde angefügt, der lautete:
„Soweit in dem Abkommen vorgesehen ist, dass das Aufenthaltsrecht durch eine Aufenthaltserlaubnis bescheinigt wird, wird diese von Amts wegen ausgestellt.“
Zugleich bemühte sich die amtliche Begründung darauf hinzuweisen, dass mit der (vielleicht unter Berufung auf die Erstfassung) nicht eingeholten Aufenthaltserlaubnis kein Verstoß gegen das Aufenthaltsrecht vorlag. Nach Auffassung des Gesetzgebers habe eine solche Aufenthaltserlaubnis keine rechtsbegründende Wirkung, sondern sei nur deklaratorischer Natur, habe also bloßen Ausweischarakter. In der Begründung heißt es:
„Durch die Anfügung wird klargestellt, dass eine Aufenthaltserlaubnis ausgestellt wird, sofern das Freizügigkeitsabkommen EU-Schweiz dies vorsieht. Die Aufenthaltserlaubnis ist – ähnlich wie diejenige, die an türkische Staatsangehörige ausgestellt wird, die assoziationsrechtlich begünstigt sind (vgl. § 4 Abs. 5 AufenthG) – deklaratorischer Natur.“
Diese Betrachtungsweise findet auch im Freizügigkeitsabkommen eine Stütze. Gemäß Art. 6 Abs. 7 darf nämlich die Erledigung der Formalitäten für die Erteilung der Aufenthaltserlaubnis die fristgerechte Erfüllung der von den Antragstellern geschlossenen Arbeitsverträge nicht behindern. Damit wird die einzuholende Aufenthaltserlaubnis zu einer Förmlichkeit.

### Weitere Änderung ab 1. September 2011
Die aktuelle Fassung des § 28 AufenthV nimmt die Verpflichtung einer von Amts wegen auszustellenden Aufenthaltserlaubnis wieder aus dem Text heraus, ohne damit jedoch eine substanzielle Änderung zu bewirken. Die Neuformulierung beruht darauf, dass Schweizer seit dem 1. September 2011 ein Wahlrecht haben, ob sie sich die Aufenthaltserlaubnis als Dokument mit elektronischem Speicher- und Verarbeitungsmedium nach § 78 Absatz 1 des Aufenthaltsgesetzes (das bedeutet, auf der technischen Grundlage des an diesem Tage eingeführten elektronischen Aufenthaltstitels) bescheinigen lassen, oder in Papierform, wie dies zuvor schon möglich war.

## Familienangehörige
Auch Familienangehörige von Schweizern, sofern sie weder Schweizer, noch EWR-Bürger sind, erhalten eine Aufenthaltserlaubnis-CH. Ein entsprechender Passus fehlt zwar in § 28 AufenthV, ergibt sich aber eindeutig aus Art. 3 des Anhangs I des Freizügigkeitsabkommens, der auch Familienangehörige, ungeachtet ihrer Staatsangehörigkeit, in den Geltungsbereich des Abkommens einbezieht.

## Kosten
Staatsangehörige der Schweiz haben für die Erteilung oder Verlängerung einer Aufenthaltserlaubnis-CH eine Gebühr in Höhe von 37 Euro, wenn sie zum Zeitpunkt der Antragstellung noch nicht 24 Jahre alt sind, 22,80 Euro zu entrichten (§ 52 Abs. 2 Sätze 1 und 2 AufenthV in Verbindung mit § 1 Abs. 1 PAuswGebV).